# Pavla Pivoňka Vaňková
Pavla Pivoňka Vaňková (* 31. října 1976 České Budějovice) je česká politička a pedagožka, od října 2021 poslankyně Poslanecké sněmovny PČR, od roku 2022 zastupitelka města Lišov, členka hnutí STAN.

## Život
Vystudovala obor management veřejné správy, samosprávy a informací na Vysoké škole ekonomické v Praze (promovala v roce 2003 a získala titul Ing.). Později absolvovala i obor management ve vzdělávání na Univerzitě Karlově v Praze (promovala v roce 2014 a získala titul Mgr.).
V letech 1999 až 2014 pracovala jako středoškolská učitelka, manažerka projektových týmů a výchovná poradkyně. V letech 2014 až 2021 působila jako vedoucí odboru vnitřních věcí a zástupce tajemníka Městského úřadu Lišov. Má teoretické i praktické zkušenosti z fungování veřejné správy a samosprávy. Dlouhodobě se zajímá o oblast vzdělávání, je předsedkyní školské rady v Lišově.
Roku 2021 založila Iniciativu Pivoňka, kde společně s dalšími dobrovolníky pořádá materiální i potravinové sbírky, snaží se dostat děti od počítačů, tabletů a mobilů do přírody, nejlépe k zdravému pohybu a učí je také chránit tradice a životní prostředí.
Pavla Pivoňka Vaňková žije ve městě Lišov na Českobudějovicku. S manželem Lukášem mají tři syny.

## Politické působení
V komunálních volbách v roce 2002 kandidovala jako nestranička za Humanistickou stranu (H.S.) do Zastupitelstva města Lišov, ale neuspěla. Ve volbách v roce 2006 kandidovala jako nestranička za SNK ED, ale opět neuspěla. Ve volbách v roce 2010 kandidovala na 1. místě kandidátky „Sdružení nezávislých kandidátů Lišovsko“, nebyla ovšem zvolena. Za stejný subjekt uspěla až ve volbách v roce 2014, mandát ovšem krátce po volbách složila. Za SNK Lišovsko byla zvolena i ve volbách v roce 2018. Po svém zvolení však mandát opět složila. V komunálních volbách v roce 2022 kandidovala do zastupitelstva Lišova ze 4. místa kandidátky subjektu „SNK LIŠOVSKO“. Vlivem preferenčních hlasů však skončila třetí, a stala se tak zastupitelkou města.
V krajských volbách v roce 2016 kandidovala jako nestranička za hnutí STAN na kandidátce subjektu „PRO JIŽNÍ ČECHY – Starostové, HOPB a TOP 09“ do Zastupitelstva Jihočeského kraje, ale neuspěla. Zvolena nebyla ani ve volbách v roce 2020 již jako členka hnutí STAN.
Ve volbách do Poslanecké sněmovny PČR v roce 2017 kandidovala jako členka hnutí STAN v Jihočeském kraji, ale neuspěla. Ve volbách do Poslanecké sněmovny PČR v roce 2021 kandidovala jako členka hnutí STAN na 5. místě kandidátky koalice Piráti a Starostové v Jihočeském kraji. Díky získání 7 618 preferenčních hlasů však nakonec skončila v rámci spojené kandidátky druhá, a byla tak zvolena poslankyní. V říjnu 2021 ukončila zaměstnání na Městském úřadu v Lišově.
Ve volbách do Poslanecké sněmovny PČR v roce 2025 je lídryní hnutí STAN v Jihočeském kraji.